# باري جونستون (مقدم برامج إذاعية)
باري جونستون (بالإنجليزية: Barry Johnston)‏ هو كاتب أغاني وكاتب بريطاني، ولد في 17 أبريل 1949 في بادنغتون في المملكة المتحدة.